# Cultura de Cap Verd
La cultura de Cap Verd reflecteix les seves arrels africanes i portugueses. En l'àmbit de la literatura es destaquen obres com Claridade, Negrume i uns altres, i escriptors com Sergio Frusoni, Manuel Lopes i Ovídio Martins. Existeix diversos ritmes i varietats musicals pròpies com el morna, funaná, coladera, tabanka i més.

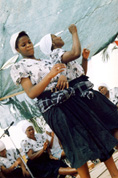
Dansaires de batuque

És ben coneguda per les seves diverses formes de música com el morna i una varietat gran de danses: la dansa suau i la seva versió modernitzada, passada, el funaná - una dansa sensual amb mescles africanes i portugueses, l'extrema sensualitat de coladeira, i la dansa Batuque. Aquestes són un reflex dels orígens diversos dels residents de Cap Verd. Entre els cantants famosos es pot esmentar a Cesária Évora i Tcheka. El terme "crioll" és utilitzat per referir-se als residents com també a la cultura de Cap Verd.

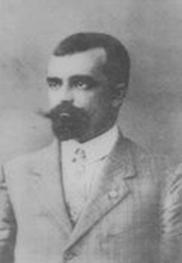
Eugénio Tavares

## Literatura de Cap Verd
La literatura de Cap Verd és una de les més riques d'Àfrica lusitana.
- Poetes: Eugénio Tavares, B.Léza, João Cleofas Martins, Luís Romano de Madeira Melo, Ovídio Martins, Jorge Barbosa, Corsino Fortes, Baltasar Lopes da Silva (Osvaldo Alcântara), João Vário, Oswaldo Osório, Arménio Vieira, Vadinho Velhinho, José Luís Tavares, Carlos Baptista, etc.
- Autors: Manuel Lopes, Henrique Teixeira de Sousa, Germano Almeida, Luís Romano de Madeira Melo, Orlanda Amarílis, Jorge Barbosa, Pedro Cardoso, Mário José Domingues, Daniel Filipe, Mário Alberto Fonseca de Almeida, Corsino Fortes, Arnaldo Carlos de Vasconcelos França, António Aurélio Gonçalves, Aguinaldo Brito Fonseca, Ovídio Martins, Oswaldo Osório, Dulce Almada Duarte, Manuel Veiga
- Contes famosos: Ti Lobo and Chibinho

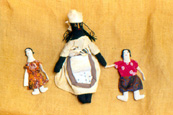
Nines de drap

## Música

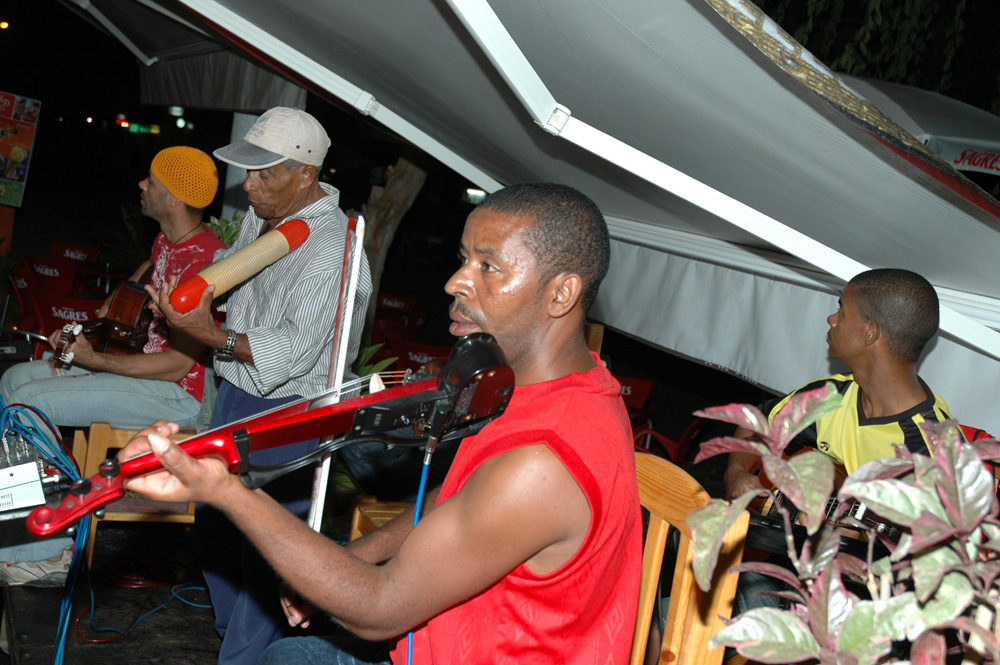
Un grup típic de morna.

Cap Verd és conegut internacionalment per la morna, una forma de música folklòrica usualment cantada en el Crioll capverdià, acompanyat per clarinet, violí, guitarra i cavaquinho. Les illes també tenen gèneres natius com el funaná, el batuque, la coladeira i la masurca.
Cesária Évora és potser la cantant internacionalment més coneguda de morna. Ha aconseguit fama mundial, explicant entre els seus fans algunes persones famoses com Madonna i Julio Iglesias. Altres noms importants del gènere són Chico Serra, Tito Paris, Teófilo Chantre, Mayra Andrade, Ana Firmino i altres.

## Jocs
Molts jocs se celebren regularment en llocs de trobada com a places. Aquests són una forma important d'interacció social, i de vegades es desenvolupen tornejos informals que capten l'atenció del públic. Al costat d'aquests jocs, hi ha molts jocs de cartes com la brisca i el chinchón, i altres jocs com l'oware.

## Discografia
- (anglès) The rough guide to the music of Cape Verde : morna, funáná, coladeira : music of sweet sorrow (compil. Phil Stanton), World music network, Londres, distrib. Harmonia mundi, 2001
- (anglès) Cape Verde (Cesaria Evora, Mendes brothers, Teofilo Chantre et al.), ARC Music, East Grinstead, West Sussex ; Clearwater, Floride, 2002
- Îles du Cap-Vert : les racines, Playa Sound, 1990
- Le violon du Cap Vert (Travadinha Antoninho), Buda musique, Paris ; distrib. Universal, 1992
- Cap Vert, anthologie 1959-1992, Buda musique, Paris ; distrib. Universal (2 CD)
- Cap-vert : un archipel de musiques, Radio-France, Paris ; Harmonia mundi, Arles, 2003
- Magia d'morna : musique du Cap-Vert (Lena Timas), Sunset-France, distrib. Mélodie, 2007

## Filmografia
- (portuguès) Arquitecto e a Cidade Velha film de Catarina Alves Costa, Documentary Educational Resources, Watertown, MA, 2007, 70' (DVD)
- (portuguès) Cesaria Evora : Morna Blues, film documental d'Anaïs Porsaïc i Éric Mulet, Image ressource, Morgane Production, La Sept Vidéo, Paris, 1996, 105' (DVD)
- Kontinuasom, film documental hispano-capverdià d'Óscar Martínez, 2009